# 仓颉

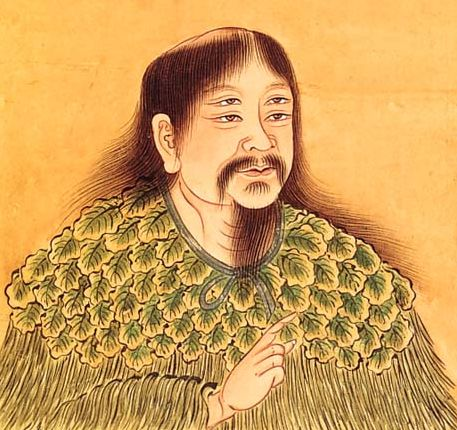
想象的倉頡画像

仓颉（約西元前2667年—約西元前2596年），是中国神話人物，相传为黄帝的右史官、以及漢字的創造者，俗稱倉頡先師 、倉頡聖人、制字先師、制字先聖或右史倉聖人。传说生有“双瞳四目”。

## 造字傳說

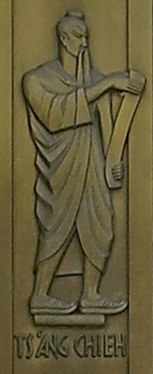
仓颉的壁刻，1939年完工，美國華盛頓哥倫比亞特區

傳說倉頡是黃帝的右史，是發明文字的始祖，有传说“仓颉造字”。战国时期的人不知道在此之前的汉字是殷商时期的甲骨文，因此传说中仓颉在黄帝时期造的字是战国时期流行的篆书。其助手左史沮誦記錄下來時，鬼怪夜間哭泣，認為人類即將開啟智慧紀載歷史及教誨。传说他仰观天象，俯察万物，首创了“鸟迹书”震惊尘寰，堪称人文始祖。黄帝感他功绩过人，乃赐以“倉”姓，意为君上一人，人下一君。
“倉頡造字”的傳說在戰國時期已經廣泛流傳。《荀子·解蔽》稱：「好書者眾矣，而倉頡獨傳者壹也」。《韓非子·五蠹》：「昔者倉頡之作書也，自環者謂之私，背私謂之公。」《呂氏春秋·君守篇》亦記載有：「奚仲作車，倉頡作書，后稷作稼，皋陶作刑，昆吾作陶，夏鯀作城，此六人者，所作當矣。」《淮南子·本經》中記載：「昔者倉頡作書，而天雨粟，鬼夜哭。」《說文解字序》中記載：「倉頡之初作書，蓋依類象形，故謂之文；其后形聲相益，即謂之字。文者，物象之本；字者，言孳乳而寖多也。著於竹帛謂之書。書者，如也。以迄五帝三王之世，改易殊體，封於泰山者七十有二代，靡有同焉。」唐代西明寺道世法师（？－683年）在其名作《法苑珠林》中就有这样的记载：“昔造书之主，凡有三人。长名曰梵，其书右行；次曰佉卢，其书左行；少者苍颉，其书下行。”

## 遺跡與紀念
山西新绛、山东寿光和东阿、河南开封、河南南乐、虞城、陕西长安和白水、河南阳武（今原阳县）、河南洛寧等地都有仓颉墓等遗迹。
为了纪念仓颉造字之功，后人把河南新郑县城南仓颉造字的地方称作“凤凰衔书台”，宋朝时还在这里建了一座庙，取名“凤台寺”。
在舊中國許多學校都奉有「文字聖人仓颉先師」的神位，並常與文昌帝君一同奉祀。其誕辰為農曆三月二十八日。
台灣多將倉頡作為寺廟同祀神或奉祀於敬字亭。
聯合國因為紀念倉頡的貢獻，將4月20日（穀雨）定為聯合國中文日。
現今在香港常用的中文輸入法倉頡輸入法，也是用倉頡命名。

### 奉祀寺廟

#### 台灣
- 台北市士林區芝山岩惠濟宮－有神像，祀於後殿二樓文昌閣主神龕前方
- 新北市平溪區十分成安宮－有神像
- 宜蘭縣頭城鎮慶元宮－有神像及神位
- 宜蘭縣宜蘭市文昌廟－有神位，祀於文昌宮正龕內[12]
- 宜蘭縣羅東鎮孔子廟－有神位
- 桃園市蘆竹區南天壇－有神像，位於玉皇寶閣主龕內
- 新竹市東區關帝廟－有神位，位於後殿正龕內
- 新竹市香山區香山財神廟－有神像，位於母聖殿內
- 新竹縣北埔鄉五指山灶君堂－有神像，位於正殿正龕內
- 苗栗縣苗栗市苗栗文昌祠－神位有二，分別位於正殿正龕及龍邊
- 苗栗縣頭份市斗煥坪大化宮－有神像，位於正殿下層龍邊神龕
- 苗栗縣頭屋鄉鳴鳳山雲洞宮－有神像，位於二樓虎邊神龕
- 彰化縣員林鎮興賢書院－有神位，位於後殿龍邊廂房
- 彰化縣鹿港鎮文武廟－有神像，位於文祠正龕內
- 雲林縣麥寮鄉拱範宮－有神位，位於文昌殿內
- 嘉義市東區鎮南聖神宮－有神位，位於後殿
- 高雄市苓雅區高雄關帝廟－有神像，位於正殿二鎮殿關帝前方
- 高雄市鳳山區鳳邑誠心社明善堂－有神位，位於赤山文衡殿二樓誠心社明善堂
- 高雄市旗山區天后宮－有神位，位於文昌殿內
- 屏東縣屏東市玉皇宮－有神像，位於大成寶殿上層龍邊神龕
- 屏東縣東港鎮東隆宮－有神像，位於先師殿內
- 屏東縣車城鄉福安宮－有神像，位於文昌殿內